# Ариакэ Арена
Ариакэ Арена (яп. 有明アリーナ, Ариаке Arina, англ. Ariake arena) — многоцелевое сооружение, расположенное на юге японской столицы Токио, в квартале Ариакэ района Кото в Токио.
Арена была построена к началу Олимпиады 2020. На этом спортивном сооружении прошли соревнования по волейболу, а также по баскетболу на колясках Паралимпийских игр 2020.

## История
В январе 2016 года столичное правительство Токио объявило победителей тендера на проектирование и строительство и решило создать совместное предприятие для конкретных строительных работ в различных отраслях промышленности: Takenaka Corporation, Toko Electrical Construction, Asahi Kogyo и Takasago Thermal Engineering. Общая стоимость строительства составляет около 36 миллиардов иен.
Строительные работы начались 21 апреля 2017 года и завершились 9 декабря 2019 года. 21 декабря конструкция была представлена прессе, а 2 февраля 2020 года арена была официально открыта.

## Технические данные
Высота сооружения составляет около 40 метров (5 этажей), а его общая площадь составляет 47 200 м². В дополнение к основной арене также есть тренажерный зал меньшего размера с деревянным полом. Объект может вместить до 15 000 зрителей, включая 3000 временных мест для Олимпийских игр.

## Культурные мероприятия
После Олимпийских игр в зале также проходят культурные мероприятия, такие как концерты.

## Спортивные соревнования
- Волейбол на Олимпийских играх 2020
- Баскетбол сидя на Паралимпийских играх 2020